# Варениковскаја
Варениковскаја (рус. Варениковская) насељено је место руралног типа (станица) на југу европског дела Руске Федерације. Налази се у западном делу Краснодарске покрајине и административно припада њеном Кримском рејону.
Према подацима националне статистичке службе РФ за 2010, станица је имала 14.881 становника и била је друго по величини насеље у припадајућем рејону.

## Географија
Станица варениковскаја се налази у западном делу Краснодарске покрајине на самом северу Закубањске наплавне равнице. Лежи на левој обали реке Кубањ, јужно од ушћа реке Адагум (односно Варнавинског канала). Станица лежи на око 35 км северозападно од рејонског центра, града Кримска, односно на око стотињак километара западно од покрајинске престонице Краснодара.

## Историја
Савремено насеље основано је 1862. године и развило се на месту на ком је две деценије раније било подигнуто војнчко утврђење.
У периоду 1940−1953. станица Варениковскаја је била средиште истоименог Варениковског рејона.

## Демографија
Према подацима са пописа становништва 2010. у селу је живело 14.881 становника.
| 1890. | 1959.  | 1979.  | 2002.  | 2010.  | 2017.  |
| ----- | ------ | ------ | ------ | ------ | ------ |
| 6.407 | 10.561 | 12.375 | 14.225 | 14.881 | 16.000 |